# 杨静华
杨静华（1962年5月—），女，汉族，广西岑溪人，中华人民共和国政治人物，现任广西壮族自治区人大常委会副主任，自治区投资促进局局长，中国民主促进会中央委员会常务委员、广西壮族自治区委员会主任委员，第十三届全国政协委员。